# بانتولامبدا
بانتولامبدا (بالإنجليزية: Panto Lambda) هو جنس منقرض من الثدييات. عاش خلال منتصف العصر الباليوسيني، وعُثر عليه في كل من آسيا وأمريكا الشمالية.
كانت الثدييات الطباشيرية، التي كان عليها أن تتنافس مع الديناصورات، بشكل عام آكلات للحشرات الصغيرة، وكانت البانتولامبدا واحدة من أولى الثدييات التي توسعت في محاريب الحيوانات الكبيرة التي تركت شاغرة بسبب انقراض الديناصورات.
ثم تتطور البانتولامبدا وغيرها من البانتودونات المبكرة بسرعة إلى حيوانات ثقيلة مثل الباريلامبدا ووالكوريفودون. كانت هذه أول أنواع الحياة وفي وقت لاحق تبعتها العديد من المجموعات غير ذات الصلة من الثدييات مثل: وحيد القرن، التابير، أفراس النهر، الكسلان والفيلة.

## الوصف

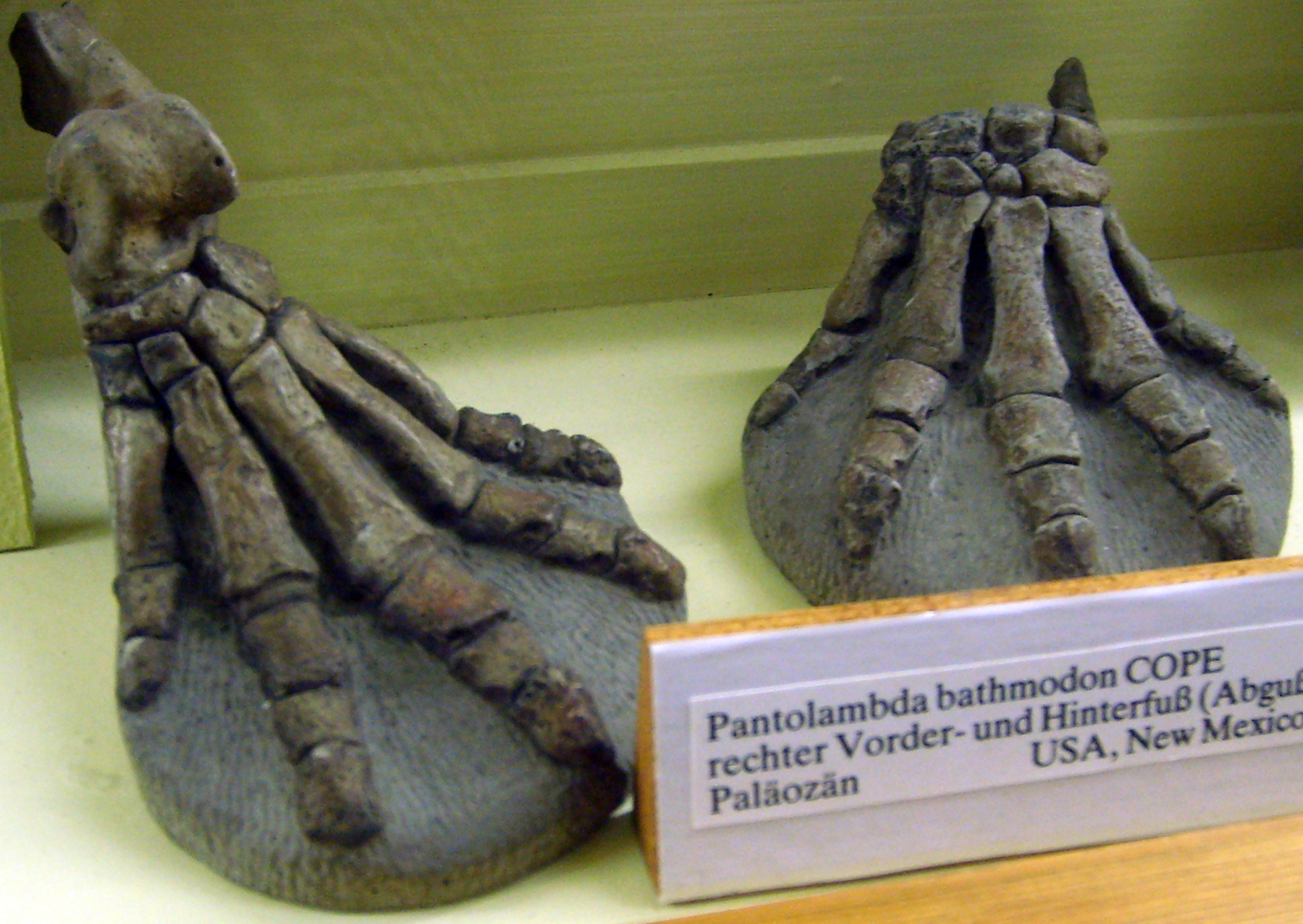
صورة اقدام البانتولامبدا

كان البانتولامبدا من الثدييات القديمة الكبيرة في العصر الحجري القديم، كان بحجم الغنم، وهو من الثدييات المبكرة المعممة، وكان له جسم يشبه القطط، ورأس ثقيل، وذيل طويل وأقدام ذات خمسة أصابع تنتهي بأظافر حادة ولكن لم تكن حوافرًا أو مخالب.
يُعبر عن عظام القدم بطريقة مشابهة لأقدام الثدييات ذات الحوافر، ولكن لم تكن القدم مرنة للغاية.